# Maurice Piat
Maurice Evenor Piat CSSp GCSK (Moka, 19 de julho de 1941) é um cardeal da Igreja Católica, atual bispo emérito de Port-Louis.

## Biografia
Depois de seus estudos secundários no "Collège du Saint-Esprit", Quatre-Bornes, entrou no noviciado da Congregação do Espírito Santo na Irlanda, onde ele fez sua profissão religiosa no dia 8 de setembro de 1962. Após a obtenção do grau de B. A. da University College Dublin, foi admitido no Pontifício Seminário Francês em Roma e continuou seus estudos teológicos na Pontifícia Universidade Gregoriana, concluiu com uma licenciatura em Teologia em 1972.
Ele foi ordenado sacerdote em 2 de agosto de 1970. Na conclusão dos estudos teológicos, em 1972, passou três meses no ministério em Bangalore, na Índia. Piat voltou para sua terra natal, foi nomeado professor e catequista no Collège du Saint-Esprit, Quatre-Bornes. Até 1982, ele também foi responsável pelos seminaristas que aspiram a Foyer Monsenhor-Murphy, Vacoas. De 1977 a 1979, ele ficou em Paris para um curso de "Institut pour la Formation des Educateurs du Clerg". Voltou para Maurício, sendo vigário na paróquia de Saint-François-d'Assise em Pamplemousses, (1979-1985), então pároco da paróquia Immaculé-Coeur-de-Marie Rivière-du-Rempart (1986).
Em 21 de janeiro de 1991, foi nomeado bispo-coadjutor do então bispo de Port-Louis, cardeal Jean Margéot, e recebeu a consagração episcopal em 19 de maio do mesmo ano. O principal sagrante foi o próprio cardeal Margéot, auxiliado por Gilbert Guillaume Marie-Jean Aubry, bispo de Saint-Denis-de-La Réunion, e por Alphonsus Mathias, arcebispo de Bangalore. Em 15 de março de 1993, ele assumiu a administração da diocese de Port-Louis.
Piat serviu como presidente da Conferência Episcopal do Oceano Índico de 1996 a 2002. Em março de 2009, o governo das Maurícias nomeou-o Grande Oficial da Ordem da Estrela e Chave do Oceano Índico.
Ele apresentou sua renúncia como bispo em seu 75º aniversário, conforme exigido pelo direito canônico.
Em 9 de outubro de 2016, durante o Angelus, o Papa Francisco anunciou a sua criação como cardeal no Consistório Ordinário Público de 2016. Em 19 de dezembro, recebeu o anel cardinalício, o barrete e o título de cardeal-presbítero de Santa Teresa no Corso d’Italia, tomando posse desta Igreja em 25 de novembro de 2018.
Em 12 de março de 2017, o governo das Maurícias concedeu-lhe a sua mais alta honra, tornando-o Grande Comandante da Ordem da Estrela e Chave do Oceano Índico (GCSK).
O Papa Francisco finalmente aceitou sua renúncia ao governo pastoral em 19 de maio de 2023, permanecendo como Administrador apostólico da diocese até a posse de seu sucessor, Jean Michaël Durhône.